# Rate Field
Rate Field, tidigare kallad (New) Comiskey Park, U.S. Cellular Field och Guaranteed Rate Field, är en basebollarena i Chicago i Illinois i USA. Arenan är hemmaarena för Chicago White Sox, som spelar i American League, en av de två ligorna i Major League Baseball (MLB).
Rate Field har en publikkapacitet på 40 615 åskådare.

## Historia

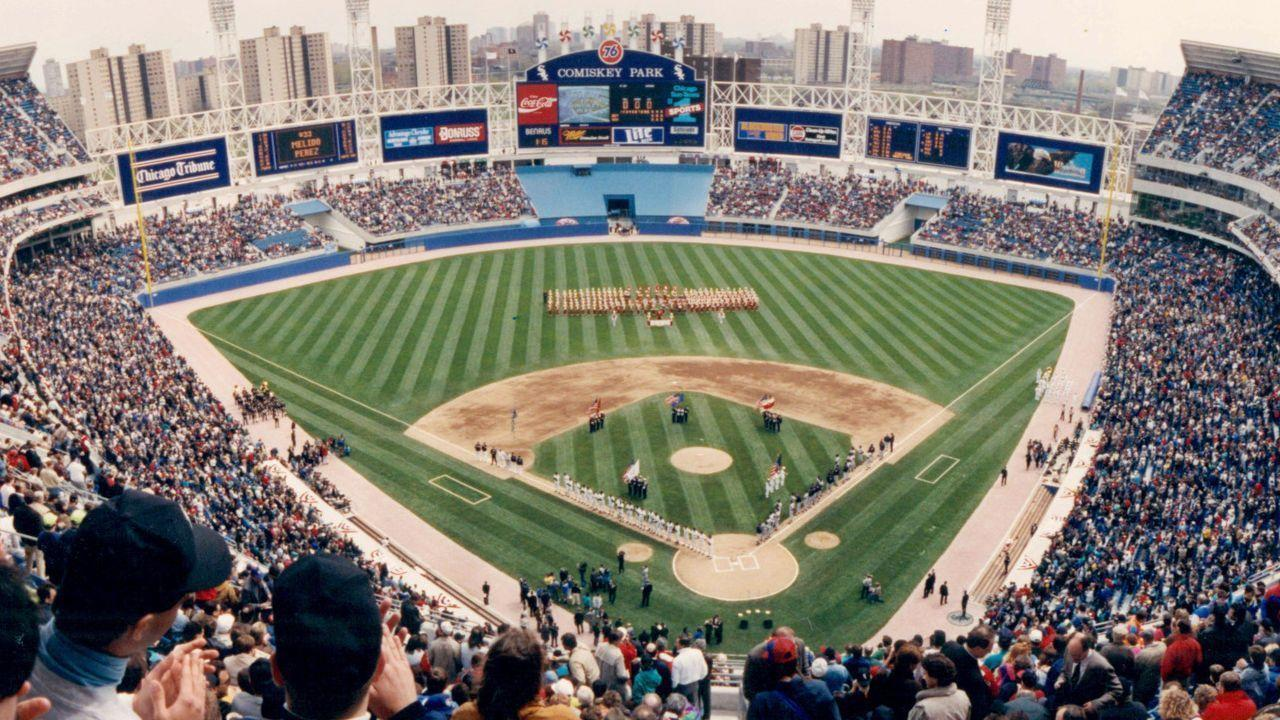
Arenan under invigningen den 18 april 1991.

Arenans planstorlek.

Arenan ersatte White Sox tidigare hemmaarena Comiskey Park, där klubben hade spelat sedan 1910. Den gamla arenan var den äldsta i bruk i MLB, en ära som övergick till Fenway Park i Boston. Från början hette även den nya arenan Comiskey Park, men kallades ibland New Comiskey Park för att särskilja den från föregångaren.
Den nya arenan började byggas tvärs över gatan från den gamla, i området Armour Square i södra Chicago, i maj 1989 och öppnades i april 1991. Det var den första nya stora idrottsarenan i Chicago sedan Chicago Stadium öppnade 1929. Arenan ritades av arkitektfirman HOK Sport Venue Event och byggkostnaden uppgick till cirka 137 miljoner dollar.
Arenan var den sista MLB-arenan som byggdes innan det kom en våg av arenor i retrostil, med början med Oriole Park at Camden Yards i Baltimore 1992. Man försökte dock bevara vissa av den gamla arenans drag i den nya arenan.
Nya Comiskey Park blev en publikmässig succé och White Sox satte direkt nytt klubbrekord med 2 934 154 åskådare till sina 81 hemmamatcher under premiärsäsongen 1991, ett snitt på cirka 36 200 åskådare. I början fick arenan dock kritik eftersom den översta läktarsektionen ansågs ligga för högt upp i förhållande till spelplanen och eftersom många ogillade arenans moderna och charmlösa stil. Med början 2001 genomfördes därför flera renoveringar där man försökte att ge arenan den retrostil som hade blivit en trend i MLB. Bland annat tog man bort 6 600 av de högst belägna platserna och gjorde spelplanen mer asymmetrisk. Arenan blev efter renoveringarna mer lik gamla Comiskey Park.
Arenan fick namnet U.S. Cellular Field i januari 2003 efter ett sponsoravtal med mobiltelefonoperatören U.S. Cellular värt 68 miljoner dollar över 20 år. Arenan fick efter det smeknamnet The Cell.
Arenan var 2003 värd för MLB:s all star-match.
I november 2016 avslutade U.S. Cellular sponsoravtalet i förtid och arenan bytte namn till Guaranteed Rate Field, efter ett nytt 13-årigt sponsoravtal med bolåneinstitutet Guaranteed Rate.
Efter det att Guaranteed Rate bytt namn till Rate fick arenan i december 2024 det nya namnet Rate Field.

## Andra användningsområden
Det har inte bara spelats baseboll i arenan. I november 2016 spelades en collegematch i amerikansk fotboll.
I arenan har hållits konserter med bland andra The Rolling Stones, Bruce Springsteen och E Street Band samt Chance the Rapper.
I arenan har flera scener i olika filmer spelats in, bland annat Värsta gänget 2 och Min bäste väns bröllop.